# Sbor dobrovolných hasičů Olešná
Sbor dobrovolných hasičů Olešná je hasičský sbor sídlící v obci Olešná v okrese Beroun ve Středočeském kraji. K 1. lednu. 2019 bylo u sboru registrováno 42 aktivních členů, z toho 16 dětí. Čtyřčlenná zásahová jednotka ze sboru dobrovolných hasičů je zařazena do systému IZS pod kategorií požární ochrany JPO V.

## Historie
Sboru dobrovolných hasičů v Olešné byl založen 8. srpna 1897. Zakládajících členů bylo 16, přičemž prvními funkcionáři byli Josef Novák (předseda sboru), František Balej (velitel sboru) a Antonín Rybák (podvelitel sboru). Během následujících 25 let se počet členů sboru zdvojnásobil. Členský příspěvek byl 50 krejcarů. Výjimku dostala první žena u sboru, Kateřina Klírová, která platila jen 45 krejcarů.
V prvních letech fungování se jednotka poprvé uplatnila při požáru v roce 1899, kdy začalo hořet v domě č. p. 27 a následně vzplanul ještě vedlejší dům č.p. 28. Podruhé zasahoval sbor u požáru způsobeného bleskem v roce 1903. Období první a druhé světové války znamenalo pro olešenské hasiče omezení aktivit na minimum. V průběhu 70. let docházelo ke zvelebování obce a tím spojenou činností hasičů např. při opravě požární nádrže a vystavění nové budovy hasičské zbrojnice. Stará hasičárna se nachází na návsi návsi vedle zvoničky. 
Po roce 1989 byla činnost sboru postupně omezována až došlo k jejímu pozastavení. V roce 2012 došlo k obnovení hasičské činnosti, protože vznikla nové jednotka. Následně v roce 2014 došlo ke kompletní obnově činnosti sboru dobrovolných hasičů. V témže roce vznikl oddíl mladých hasičů pod vedením Martina Reindla a Vladimíra Maliny.
V sobotu 5. srpna 2017 oslavil olešenský sbor dobrovolných hasičů 120. výročí založení sboru. Na oslavách se objevili dvě koňská spřežení, která táhla dvě historické koňky, zapůjčené od SDH Záluží a SDH Jivina a řada novější i starší techniky, předvedené okolními sbory. Akce se zúčastnili také němečtí kolegové ze spřáteleného města Kreith. V průběhu výroční schůze byli oceněni vybraní aktivní členové, zasloužilí neaktivní členové, někteří občané obce a také starostka. Součástí akce byl slavnostní průvod, výstava hasičské techniky, ukázka mažoretek a mladých hasičů. Proběhlo simulované vyproštění zraněné osoby z auta, jež bylo následně zapáleno a demonstrativně uhašeno. V neposlední řadě byla provedena ukázka slaňování a své předvedli také místní rančeři s koňmi.

## Činnost

### Kultura
Dobrovolní hasiči se aktivně podílí na organizaci kulturních akcí v obci jako je pálení čarodějnic, Den s obcí apod. Tradičně sbor pořádá také hasičský ples.

### Sport
Rok po obnovení činnosti sboru byly sestaveny soutěžní družstva mužů i žen v hasičském sportu. Oba týmy se začaly pravidělně účastnit soutěží, ale také růzých tzv. srandamačů např. Hasičské rodeo v Týčku, Memoriál Miroslava Vojče v Cheznovicích, Memoriál Josefa Pose a Josefa Kůtka v Komárově a na Chaloupkách, Memoriál Františka Šímy ve Bzové aj.
Dne 12. září 2015 vyhrálo družstvo mužů svůj první srandamač – Memoriál Miroslava Vojče v Cheznovicích. Svůj úspěch v následujícím roce na této akci muži z Olešné zopakovali.